# Lontano dai tuoi angeli
Lontano dai tuoi angeli è il terzo singolo estratto dall'album L'Italia... e altre storie di Marco Masini, ultimo singolo firmato dal sodalizio Masini-Dati.
Considerato uno dei capolavori post anni '90 del cantautore, il brano è una dolce dedica alla madre scomparsa prematuramente 25 anni prima.